# Rennes-le-Château
Rennes-le-Château (en idioma francés oficial, Rènnas le Castèlh en idioma occitano), es un pueblo y comuna francesa en el departamento de Aude, en el área del Languedoc.  
Desde finales de los años 1970, y a raíz de la publicación de un libro de Gérard de Sède, El oro de Rennes (publicado en 1967), este pequeño pueblo ha recibido gran cantidad de turismo, asociado casi siempre a lo paranormal y lo esotérico, debido a una leyenda moderna sobre el antiguo párroco Bérenger Saunière. A comienzos del siglo XXI, y gracias al éxito del libro de Dan Brown El código da Vinci, ese interés no ha hecho sino aumentar ya que el argumento de esta novela tiene numerosas conexiones con la leyenda del párroco de Rennes.

## Historia
Algunos monumentos megalíticos demuestran que la zona donde se encuentra la actual población de Rennes-le-Château ya estaba habitada unos 4500 años a. C. Se han encontrado también vestigios de la época romana (Villa Béthania). El Camino de Santiago pasaba asimismo por Rennes-le-Château. 
El pueblo actual fue fundado por los godos y se convirtió en plaza fuerte debido a su posición estratégica. Rennes es un pueblo situado a considerable altitud, por encima de los valles del Aude y del Sals, desde el cual se podía vigilar tanto el paso a los Pirineos como hacia la región del Languedoc. Posteriormente fue invadido por los árabes.
En el siglo XII, Alfonso II de Aragón reivindicó el territorio. Poco después se convirtió en zona de refugio para cátaros de la región hasta 1210, fecha en que Simón de Montfort lo tomó y entregó a su compañero de cruzada Pierre de Voisins. 
En 1362 las tropas mandadas por Enrique de Trastámara destruyeron el pueblo casi en su totalidad. Rennes-le-Château fue reconstruido a finales del siglo XIX.

## Lugares de interés
- Calle mayor, con abundantes librerías dedicadas al esoterismo.
- Iglesia parroquial dedicada a santa María Magdalena, con una curiosa pila sostenida por una figura representando al demonio al que le robaron la cabeza en 2017, y diversos detalles de posible simbolismo masónico y rosacruz.
- Cementerio adosado a la iglesia, con restos de un anterior cementerio neolítico de hace unos 3.000 años.
- Torre Magdala, construida por Berenger Saunière.
- Villa Béthania, donde vivió y murió el polémico párroco.

## Leyenda sobre Rennes-le-Château

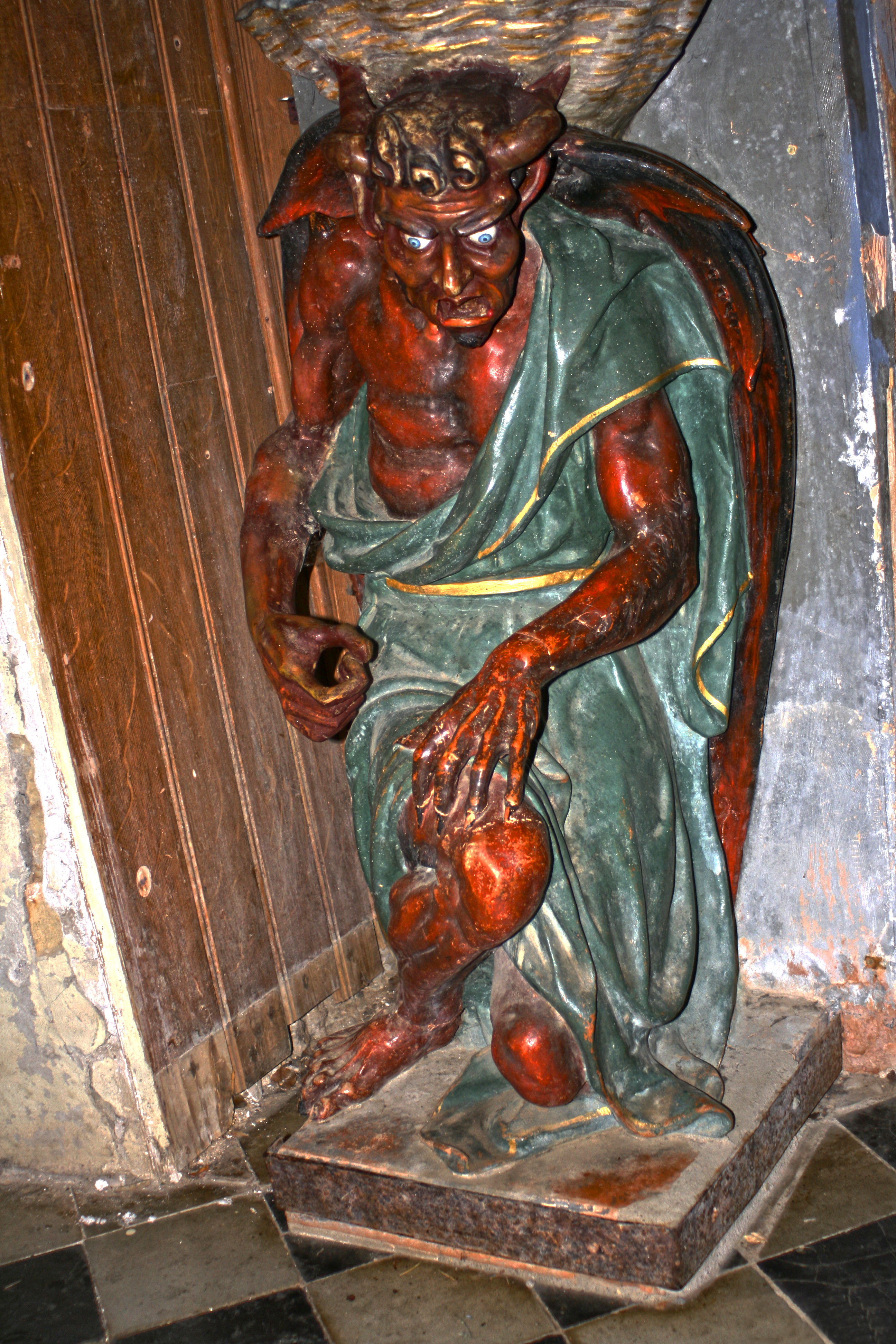
Asmodeo, en la iglesia de Rennes le Château.

La leyenda cuenta que el párroco Bérenger Saunière (1852-1917) habría encontrado unos documentos o un tesoro secreto en uno de los pilares del altar de la iglesia mientras llevaba a cabo una reforma de la misma; cuestión que en su día corroboraron dos de los seis obreros que trabajaron en la obra, que fueron supuestos testigos, y que aún vivían en 1958.
Dos pergaminos de dudosa veracidad, que están reproducidos y expuestos en el museo del propio pueblo, serían parte del secreto que fue encontrado por Saunière. En uno de ellos se muestra el árbol genealógico de la dinastía merovingia, cuyos miembros, según algunas teorías que interpretan esta leyenda, serían descendientes de Jesús de Nazaret. 
Se dice que al mismo tiempo que el cura descubrió el secreto oculto en la iglesia, su nivel de vida se disparó, y empezó a frecuentar selectos y restringidos círculos entre cuyos integrantes no faltaban miembros de la realeza europea. Los escépticos apuntan que este enriquecimiento se debía a que el padre Saunière vendía misas, haciendo caso omiso a las estrictas limitaciones de dicha actividad indicadas en el código eclesiástico; y que además solicitaba donativos para la construcción de una residencia de sacerdotes ancianos o enfermos que nunca se edificó, fondos que desvió muchas veces para su propio uso.
De igual modo, la leyenda asocia el descubrimiento del fabuloso tesoro al inicio de una serie de peculiares construcciones en el pueblo, tales como la Torre Magdala -dedicada a María Magdalena-, así como la reconstrucción de la iglesia parroquial, en la que el abate dejó varias señales, como una inscripción en la entrada en la que se lee: Terribilis est locus iste (Este lugar es terrible, cita extraída del Génesis). Esculturas representando al demonio Asmodeo, guardián de los secretos, y un viacrucis muy peculiar también adornan esta parroquia.
Al mismo tiempo Saunière también habría llevado a cabo una "reforma" en el cementerio de la iglesia, cambiando de lugar varias lápidas y borrando totalmente una de ellas.
La leyenda dice asimismo que Saunière estuvo tres semanas en París, donde pasó mucho tiempo en el Museo del Louvre y compró reproducciones de tres cuadros sin vinculación aparente entre sí: Los pastores de la Arcadia de Poussin, un San Jerónimo de Teniers y un retrato anónimo del papa san Celestino V. El cuadro de Poussin es quizá el más intesesante desde el punto de vista simbólico: en él se ven cuatro pastores frente a un sepulcro, observando una inscripción que dice Et in Arcadia ego (Y en la Arcadia yo [estoy]), una frase que recuerda la omnipresencia de la muerte incluso en la idílica Arcadia, tema muy desarrollado durante el Barroco.
El fallecimiento repentino de Saunière es otro de los enigmas, ya que se dice que su compañera y sirvienta encargó un féretro con su nombre antes de que el cura enfermara. En su lecho de muerte, se dice que fue visitado por un sacerdote vecino, quien salió pálido de la estancia, y se negó a darle la extremaunción.  
Hoy día una ordenanza municipal prohíbe expresamente excavar en el pueblo; sin embargo, los partidarios de los misterios afirman que los símbolos continúan allí para quien sepa verlos, y que estos parecen querer ofrecer al visitante ciertas pistas sobre lo que se oculta en Rennes le Château.